# أنطونيو لويس غوميز
أنطونيو لويس غوميز (بالبرتغالية: António Luís Gomes) هو دبلوماسي وسياسي برتغالي، ولد في 23 سبتمبر 1863 في بورتو في البرتغال، وتوفي في 28 أغسطس 1961. نشط حزبياً في Portuguese Republican Party ‏.